# Peter Foldgast
Peter Foldgast (* 3. Dezember 1979 in Kopenhagen) ist ein ehemaliger dänischer Fußballspieler. In der Saison 2004/05 spielte er ein Jahr für Rot-Weiss Essen in der 2. Bundesliga.
Foldgast wechselte Anfang August 2004 von Brøndby IF nach Deutschland zum Zweitligaaufsteiger Rot-Weiss Essen, bei dem er einen Zweijahresvertrag mit beidseitiger Option auf Verlängerung unterschrieb. Er debütierte am 1. Spieltag im Heimspiel gegen den FC Erzgebirge Aue, welches RWE mit 1:5 verlor, wobei Foldgast das einzige Tor seiner Mannschaft erzielte. Nach Ende der Saison, in der er insgesamt auf 17 Spiele und vier Tore kam und mit Essen wieder in die Regionalliga absteigen musste, kehrte er nach Dänemark zurück und wechselte zu Erstligist Aarhus GF.

## Erfolge
- Brøndby IF
  - Dänischer Meister: 2002
  - Dänischer Pokalsieger: 2003
- Aarhus GF
  - Aufstieg in die Superliga: 2007
- EB/Streymur
  - Färöischer Meister: 2008
- FC Vestsjælland
  - Aufstieg in die 1. Division und Meister der 2. Division West: 2009